# Psorophora ciliata
Muỗi Gallinipper (Danh pháp khoa học: Psorophora ciliata) là một loài muỗi trong họ Culicidae, chúng là loài muỗi có kích thước lớn và sở hữu cú chích đau đớn như bị dao cứa. Muỗi Gallinipper đã sống ở Florida lâu hơn cả những người bản địa nhưng không hề mang mầm bệnh truyền nhiễm trừ vết chích đau thấu xương. Những con muỗi khổng lồ với cú chích máu như dao cứa khiến nhiều người hoang mang. 

## Đặc điểm
Loài muỗi hung dữ hoang dại này có kích thước lớn gấp 20 lần loài bình thường nên mức nguy hiểm càng lớn hơn. Con muỗi trưởng thành có sải cánh từ 7–9 mm. Hầu hết có màu vàng, đầu đen, bụng trắng sáng, với những sọc vàng tươi chạy dài theo cơ thể. Đặc biệt, con đực có thêm cặp râu xù xì để quyến rũ với con cái. Con cái thường đẻ trứng trên những phần đất ẩm gần bờ nơi có nước tràn ngập cơn mưa nhiệt đới đi qua. Trứng của chúng thoi dài khoảng 0,8 mm, đường kính 0,4 mm và có thể nằm trên cạn trong cả thời gian dài.
Những quả trứng sẽ chờ đợi đến mùa lũ để phát triển. Thời gian trứng muỗi phát triển đến tuổi trưởng thành chỉ khoảng 6 ngày. Sau khi nở, những con bọ gậy Gallinipper sơ sinh đã rất hung tợn tấn công ấu trùng loài muỗi bé hơn, thậm chí cả nòng nọc. Với đặc tính này, muỗi khổng lồ đang được nghiên cứu để sử dụng làm vũ khí sinh học tiêu diệt ấu trùng, sinh vật trung gian truyền nhiễm cho con người. 